# Hypena indicalis
Hypena indicalis är en fjärilsart som beskrevs av Achille Guenée 1854. Hypena indicalis ingår i släktet Hypena och familjen nattflyn. Inga underarter finns listade i Catalogue of Life.